# Vepridaphne
Vepridaphne is een geslacht van weekdieren uit de klasse van de Gastropoda (slakken).

## Soort
- Vepridaphne cestrum (Hedley, 1922)